# Червената шапчица (хижа)
„Червената шапчица“ известна и с името Творчески дом – „Композиторите“ е туристическа хижа, намираща се в планината Витоша. В миналото е използвана като почивен дом на композиторите. Сградата е изцяло обновена през 2020 година.

## Изходни пунктове
- местността Златните мостове (последна спирка на автобус № 63) – 35 минути
- село Владая (спирка „Кметство Владая“ на автобуси № 58 и 59)

## Съседни туристически обекти
- хижа „Панчо Томов“ – 15 минути
- хижа „Малинка“ – 20 минути
- Творчески дом „Витоша“ – БНР – 15 минути
- хижа Рай – в непосредствена близост, неработеща